# Elisabethfehnkanal

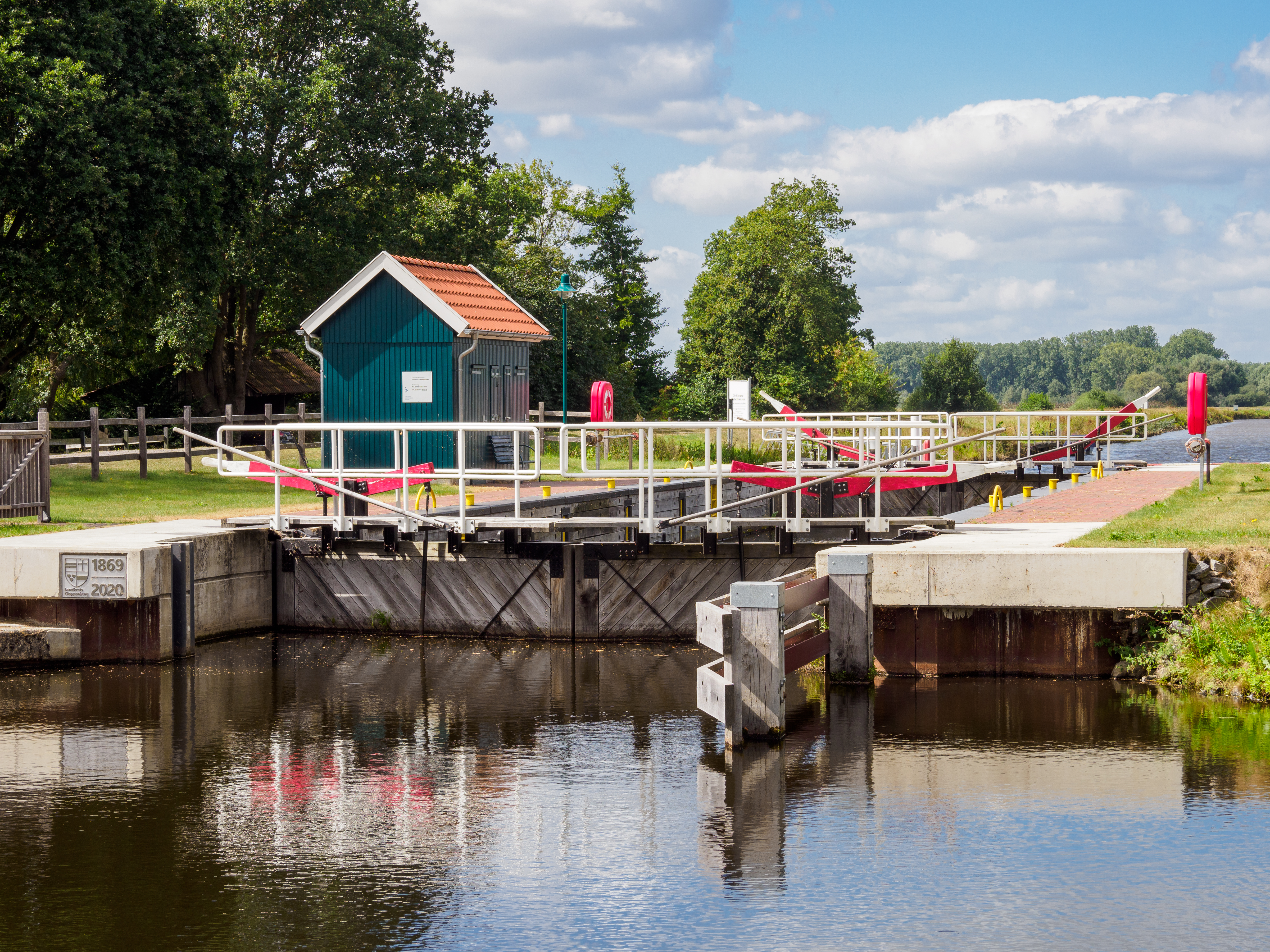
Schleuse Osterhausen

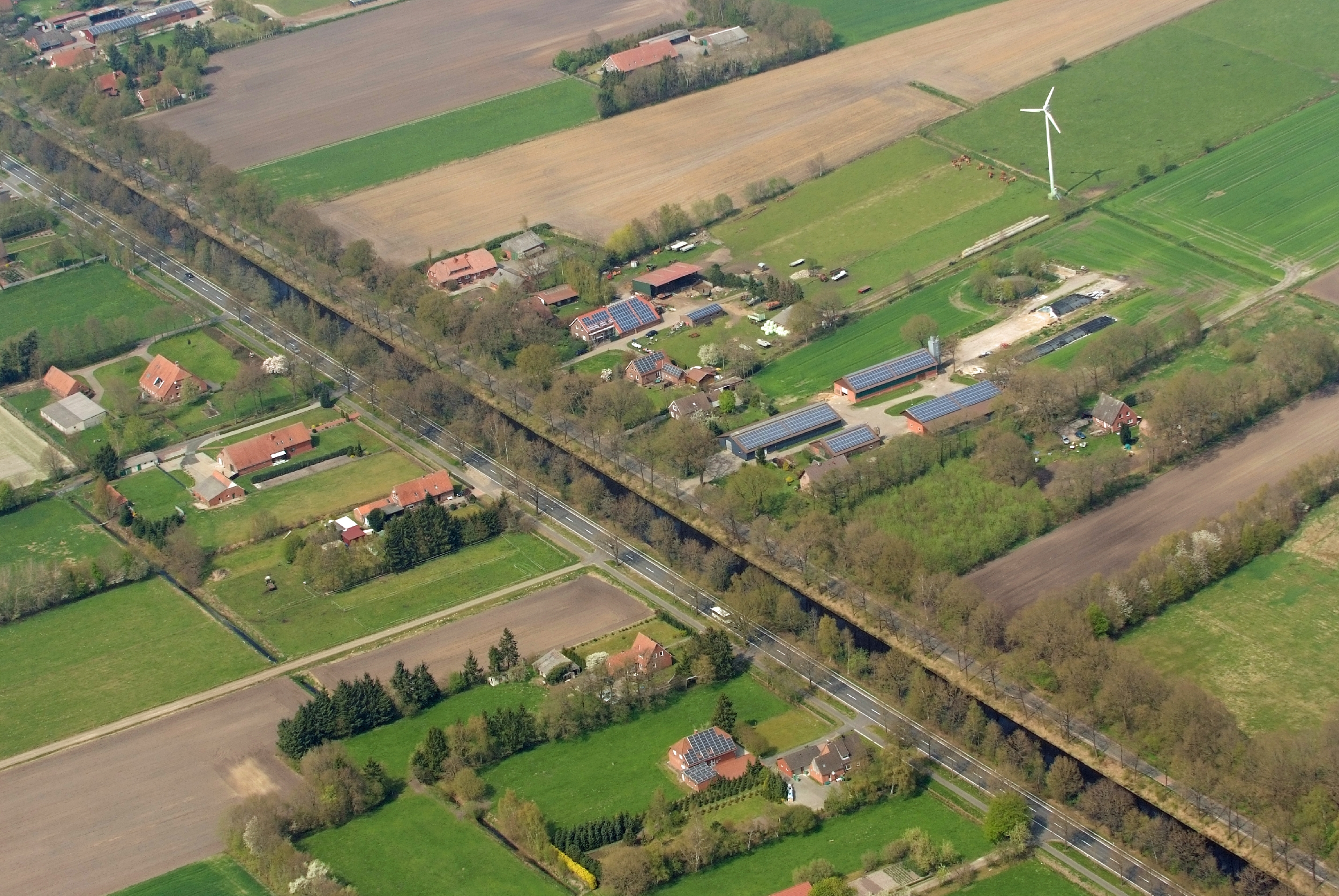
Luftbild des Elisabethfehnkanals in Kamperfehn

Der Elisabethfehnkanal zählt zu den sogenannten sonstigen Binnenwasserstraßen des Bundes und ist der nordwestliche Teil des ehemaligen Hunte-Ems-Kanals, der als Schifffahrtskanal die Hunte von Oldenburg über die Leda mit der Ems verband.

## Geschichte
Der heutige Elisabethfehnkanal wurde 1855 bis 1893 gebaut und führt vom Küstenkanal bei Kampe über Kamperfehn, Reekenfeld, Elisabethfehn bis zur Sagter Ems bei der Bauerschaft Roggenberg. Der östliche Teil des Hunte-Ems-Kanals ist seit 1935 Bestandteil des Küstenkanals, der bei Dörpen an die zum Dortmund-Ems-Kanal ausgebaute Ems angeschlossen ist. Zuständig ist heute das Wasserstraßen- und Schifffahrtsamt Ems-Nordsee, das zur Generaldirektion Wasserstraßen und Schifffahrt gehört.
Der heutige Elisabethfehnkanal diente bei seiner Anlegung zugleich als Fehnkanal der Erschließung des bis dahin menschenleeren Moorgebietes. Während des Baus entstanden die ersten Kolonien Moslesfehn (1871) und Elisabethfehn (1880). Die Bahnstrecke Cloppenburg–Ocholt überquert in Elisabethfehn den Elisabethfehnkanal.
Von der Eröffnung bis zum Ende des Ersten Weltkrieges diente der teilweise rege Schiffsverkehr der Torfwirtschaft. Nach dem Zweiten Weltkrieg kam die Berufsschifffahrt nahezu völlig zum Erliegen. Seit Ende der 1960er Jahre dient der Kanal praktisch ausschließlich der Sportschifffahrt. In den 2000er Jahren und Anfang der 2010er Jahre nahm die touristische Nutzung ab, und es fanden nur noch etwa 1000 Schleusungen im Jahr statt.
2012 geriet der Betrieb des Elisabethfehnkanals in Gefahr, weil die Schleuse Osterhausen baufällig geworden war und der Bund die Mittel für Sanierung oder Neubau gestrichen hatte. Das Bundesministerium für Verkehr, Bau und Stadtentwicklung hatte bekanntgegeben, dass der Kanal bei Barßel stillgelegt und nicht länger als Wasserstraße des Bundes unterhalten werden soll. Die Bürgerinitiative Rettet den Elisabethfehnkanal e. V. setzt sich seitdem für den Erhalt des Kanals ein. Die Schleuse Osterhausen ging im November 2015 in das Eigentum des Landkreises Cloppenburg über, ebenso die Bedienung der übrigen Schleusen und Brücken des Kanals. Das 2019/2020 neu errichtete Schleusenbauwerk Osterhausen nahm im 2. Quartal 2020 den Betrieb auf.

## Nutzung
Der Elisabethfehnkanal ist Teil des ostfriesischen Kanalnetzes. Über die Leda, die Jümme und den Nordgeorgsfehnkanal kann man zum Ems-Jade-Kanal gelangen und weiter nach Aurich, Emden oder Wilhelmshaven.
Der Elisabethfehnkanal hat eine Wasserspiegelbreite von 13,5 m und ist bis zu 1,5 m tief. Ursprünglich war er als Teil des Hunte-Ems-Kanals für 40-Tonnen-Schiffe mit 20 m Länge, 4,5 m Breite und 1,2 m Tiefgang gebaut worden. Aufgrund der Verschlammung sollte der Kanal nicht mit mehr als 90 cm Tiefgang befahren werden.
In seinem rund 15 Kilometer langen Verlauf gibt es vier manuell bediente Schleusen mit Nutzlängen zwischen 21,2 und 27,6 m sowie Breiten zwischen 4,65 und 5,5 m. Die Durchfahrtshöhe unter den geschlossenen sieben Klappbrücken, über die der Kanal gequert werden kann, beträgt unter zwei, teilweise unter einem Meter.
In der Hauptsaison werden die Schleusen und Brücken täglich, auch an Sonn- und Feiertagen, je nach Durchgangsbeginn um acht und zwölf Uhr, bedient. Die Sportboote müssen darauf an der ersten Brücke bzw. bei der letzten Schleuse warten. Ein Mitarbeiter der Gemeinde Barßel begleitet die Sportboote mit einem Auto, öffnet die Brücken und bedient die Schleusen. Ggf. ist eine Voranmeldung erforderlich. Die Schleuse und Brücke in Osterhausen wird von einem Mitarbeiter des Orts- und Verschönerungsvereins vom Standort Campingplatz Elisabethfehn mitbedient. Auch hier ist eine Voranmeldung erforderlich.